# 罗符辛氏征
罗符辛氏征的命名是基於丹麥的外科醫師 Niels Thorkild Rovsing。這是闌尾炎的徵象；當檢查者施壓於病人的左下腹時，病人右下腹會感覺較左下腹更為疼痛，即稱為陽性 罗符辛氏征。在急性闌尾炎時，觸診左髂窩可能導致右髂窩的疼痛。
施壓力於病人的左下腹，會拉伸病人的整個腹膜，但僅會在腹膜刺激肌肉的地方引起疼痛。大部分人的闌尾位於右下腹。在闌尾炎的情形下，便會在右下腹感到疼痛。但右下腹其他器官的發炎也會有一樣的情形。如果檢查者施壓於左下腹時，病人僅感到左下腹疼痛，或是雙側下腹皆感到疼痛，應考慮其他疾病，例如膀胱、子宮、輸卵管、卵巢，或其他器官的疾病。